# Löschkopf

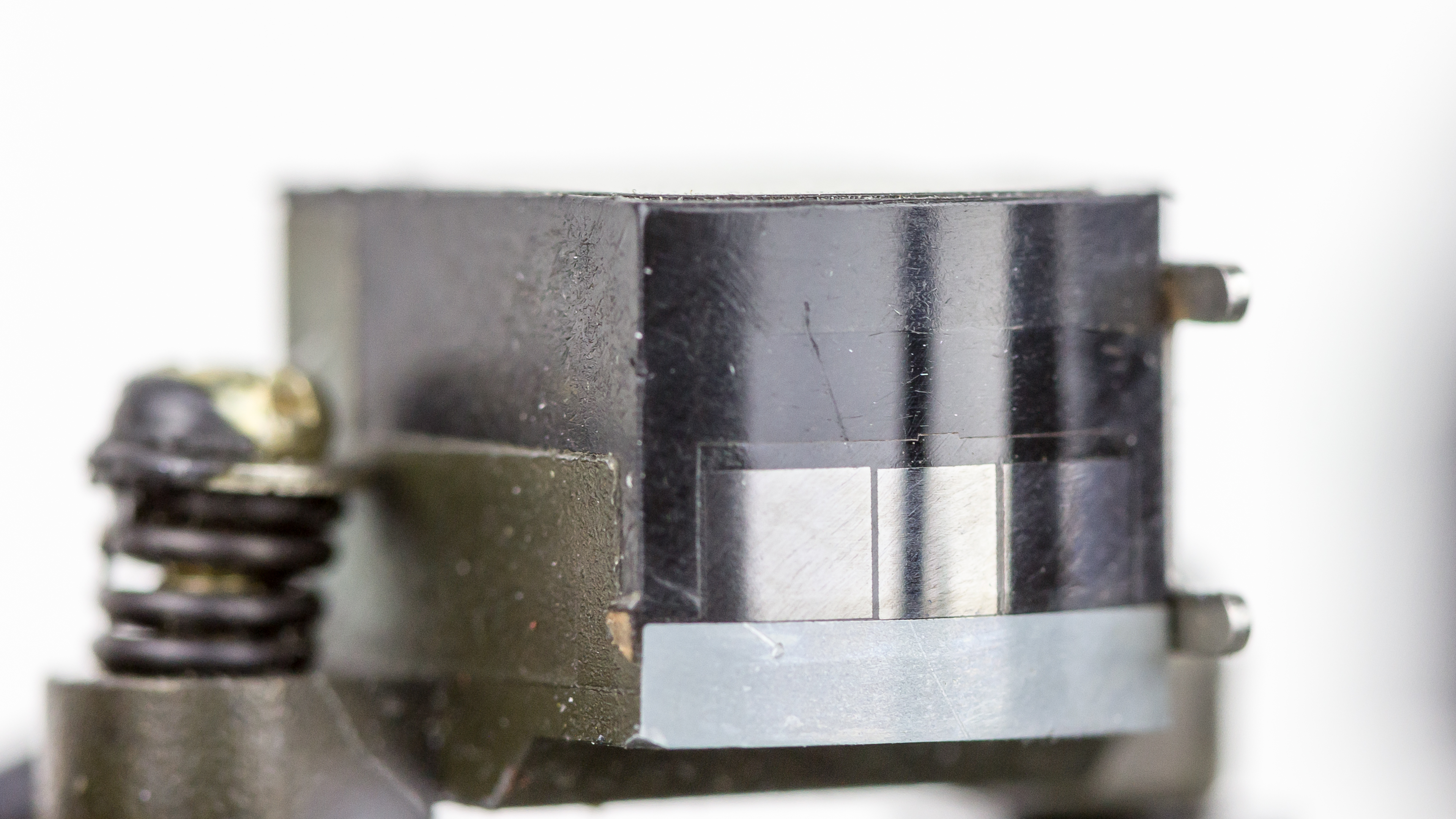
Löschkopf

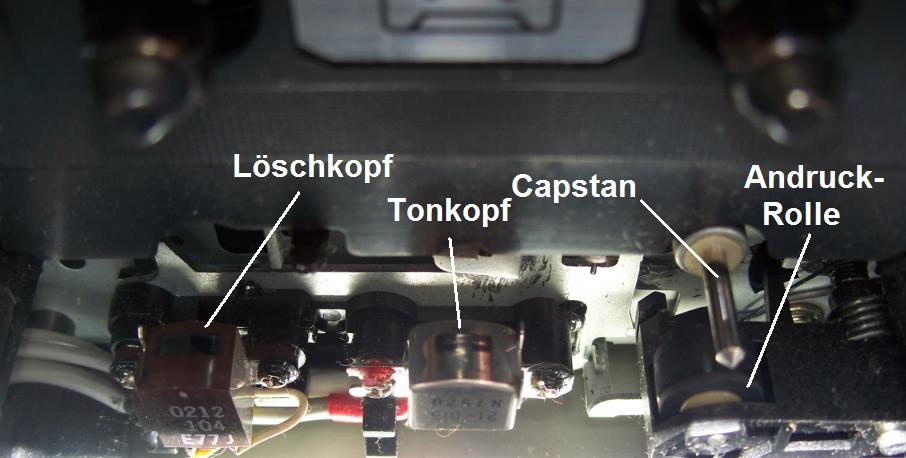
Cassettenfach mit Capstan, Andruckrolle, Ton- und Löschkopf

Ein Löschkopf, abgekürzt LK, ist ein elektromagnetischer Wandler zur Löschung von Daten, die in der Magnetschicht eines analogen Tonbands gespeichert sind. Es ist ein speziell ausgebildeter Magnetkopf.
Die Löschung erfolgt durch einen Entmagnetisierungsvorgang. Da die Magnetschicht durch die vorhandene Signalspeicherung bis in die Sättigung magnetisiert sein kann, sind entsprechend starke Felder zur Entmagnetisierung erforderlich.
Der Löschkopf ist ein Ringmagnet, bestehend aus Magnetkern, unmagnetischem Arbeitsspalt und Spule. Der Magnetkern besteht aus hochwertigem, weichmagnetischem Metall (Mu-Metall, Ferrit) mit besonderen Anforderungen bezüglich hoher Anfangspermeabilität, niedriger Koerzitivfeldstärke und hohem spezifischem Widerstand. Zur Reduzierung der Wirbelstromverluste wird der Magnetkern lamelliert oder es wird gesintertes Ferrit verwendet. Beim Löschvorgang wird dann die Magnetschicht durch das Streufeld des Arbeitsspalts bewegt und damit entmagnetisiert. Der Verlauf des Streufelds wird durch die Spaltbreite wesentlich mitbestimmt.
Der Löschvorgang ist im weitesten Sinne ein Aufnahmevorgang, jedoch mit der Zielsetzung, die remanente Induktion Null zu erhalten. Das wird erreicht, indem der Arbeitsspalt relativ breit (etwa 0,2 mm) ausgelegt und ein hochfrequentes Wechselfeld (fHF zwischen 80 kHz und 160 kHz) angewendet wird. Beim Passieren der Spaltzone wird die Magnetschicht zunächst bis in die Sättigung aufmagnetisiert, um dann ihre Induktion durch Richtungsänderung und Feldabfall beim Verlassen des Spalts allmählich auf Null abklingen zu lassen.
Ein Maß für die erreichte Löschwirkung ist die Löschdämpfung. Bei besonderen Löschkopfkonstruktionen wird der Magnetkern in Bandlaufrichtung durch zwei unmagnetische Arbeitsspalte (Doppelspalte) unterbrochen, wobei der Zwischenraum der beiden Spalte mit einer weichmagnetischen Polschicht ausgefüllt ist. Damit unterliegt die Magnetschicht einer doppelten Entmagnetisierung.
Bei sehr billigen Kassettenrekordern kann der Löschkopf auch als wegklappbarer Permanentmagnet ausgeführt sein.

## Digitale Aufzeichnung
Bei der digitalen Aufzeichnung wird kein gesonderter Löschkopf benötigt, weil bei der Aufsprache bis in die magnetische Sättigung immer automatisch gleichzeitig die alte Aufzeichnung gelöscht wird.